# Jonathan Searle
Jonathan William Searle –conocido como Jonny Searle– (Walton-on-Thames, 8 de mayo de 1969) es un deportista británico que compitió en remo. Su hermano Gregory compitió en el mismo deporte.
Participó en dos Juegos Olímpicos de Verano, obteniendo dos medallas, oro en Barcelona 1992 (dos con timonel) y bronce en Atlanta 1996 (cuatro sin timonel).
Ganó seis medallas en el Campeonato Mundial de Remo entre los años 1989 y 1999.

## Palmarés internacional
| Juegos Olímpicos   | Juegos Olímpicos              | Juegos Olímpicos  | Juegos Olímpicos   |
| Año                | Lugar                         | Medalla           | Prueba             |
| ------------------ | ----------------------------- | ----------------- | ------------------ |
| 1992               | Barcelona (España)            | Medalla de oro    | Dos con timonel    |
| 1996               | Atlanta (Estados Unidos)      | Medalla de bronce | Cuatro sin timonel |
| Campeonato Mundial |                               |                   |                    |
| Año                | Lugar                         | Medalla           | Prueba             |
| 1989               | Bled (Yugoslavia)             | Medalla de bronce | Ocho con timonel   |
| 1991               | Viena (Austria)               | Medalla de bronce | Ocho con timonel   |
| 1993               | Račice (República Checa)      | Medalla de oro    | Dos con timonel    |
| 1994               | Indianápolis (Estados Unidos) | Medalla de bronce | Cuatro sin timonel |
| 1995               | Tampere (Finlandia)           | Medalla de plata  | Cuatro sin timonel |
| 1999               | St. Catharines (Canadá)       | Medalla de plata  | Cuatro con timonel |